# 民主地区党
民主地区党（土耳其語：Demokratik Bölgeler Partisi，缩写为DBP，缩写为PHD）是土耳其的一个库尔德人左翼政党。该党成立于2014年7月11日，前身是和平与民主党。该党主张维护少数群体的权利。该党是人民民主大会、劳动和自由联盟、库尔德自由和民主联盟的成员。